# إدواردو إنجل
إدواردو إنجل (بالإسبانية: Eduardo Engel) هو اقتصادي تشيلي، ولد في 13 مايو 1956 في تشيلي.